# Главный санитарный врач
Главный санитарный врач — старшее должностное лицо, осуществляющее государственный санитарно-эпидемиологический надзор.
Должность главного государственного санитарного врача существует в Российской Федерации и в странах бывшего СССР.
В России существуют должности главных государственных санитарных врачей регионов России, одновременно являющихся руководителями территориальных органов Роспотребнадзора. Главные государственные санитарные врачи регионов России подчинены Главному государственному санитарному врачу Российской Федерации, которым является руководитель Роспотребнадзора. Главный санитарный врач Российской Федерации имеет ряд дополнительных прав как предъявление требований к исполнению к органам федеральной власти в Российской Федерации и введение ограничительных санитарных мер на всей территории Российской Федерации. В том числе главный санитарный врач инициирует процедуру в Правительство Российской Федерации по объявлению карантина на территории субъектов Российской Федерации.
В некоторых государствах, ранее входивших в Британскую Империю[уточнить], а также в Великобритании (в Уэльсе, Шотландии и Северной Ирландии есть отдельные правительственные чиновники), Австралии и Ирландии должность с аналогичными полномочиями называется Chief Medical Officer (главный медицинский служащий),, в Канаде имеется Chief Public Health Officer (главный служащий по общественному здоровью), в США — Surgeon General (генеральный хирург) .

## Полномочия главных санитарных врачей
Полномочия главных санитарных врачей определены в статьях 50 и 51 федерального закон «О санитарно-эпидемиологическом благополучии населения» и включают в себя:
- рассматривать материалы и дела о нарушениях санитарного законодательства;
- предъявлять иски в суд и арбитражный суд в случае нарушения санитарного законодательства;
- давать гражданам, индивидуальным предпринимателям и юридическим лицам экспертные санитарно-эпидемиологические заключения
- давать гражданам, индивидуальным предпринимателям и юридическим лицам предписания, обязательные для исполнения об проведении в соответствии с осуществляемой ими деятельностью санитарно-эпидемиологических экспертиз, обследований, исследований, испытаний и токсикологических, гигиенических и иных видов оценок

## Санкции, применяемые главными санитарными врачами, к нарушителям санитарного законодательства
Главные санитарные врачи при выявлении нарушения санитарного законодательства, которое создает угрозу возникновения и распространения инфекционных заболеваний и массовых неинфекционных заболеваний (отравлений), наделены правами принудительно прекратить и/или запретить для объектов представляющих угрозу по их экспертному мнению:
- проектирование, строительства, реконструкции, технического перевооружения объектов и ввода их в эксплуатацию;
- эксплуатации объектов, производственных цехов и участков, помещений, зданий, сооружений, оборудования, транспортных средств, выполнения отдельных видов работ и оказания услуг;
- разработки, производства, реализации и применения (использования) продукции;
- производства, хранения, транспортировки и реализации продовольственного сырья, пищевых добавок, пищевых продуктов, питьевой воды и контактирующих с ними материалов и изделий;
- использования водных объектов в целях питьевого и хозяйственно-бытового водоснабжения, а также в лечебных, оздоровительных и рекреационных целях;
- ввоз на территорию Российской Федерации продукции, не соответствующей санитарно-эпидемиологическим требованиям

## Полномочия главных санитарных врачей при эпидемиях
Главные санитарные врачи при угрозе возникновения и распространения инфекционных заболеваний, представляющих опасность для окружающих, выносят мотивированные постановления о:
- обязательной госпитализации для обследования или об изоляции больных инфекционными заболеваниями, представляющими опасность для окружающих, и лиц с подозрением на такие заболевания;
- проведении обязательного медицинского осмотра, госпитализации или об изоляции граждан, находившихся в контакте с больными инфекционными заболеваниями, представляющими опасность для окружающих;
- временном отстранении от работы лиц, которые являются носителями возбудителей инфекционных заболеваний и могут являться источниками распространения инфекционных заболеваний в связи с особенностями выполняемых ими работ или производства;
- проведении профилактических прививок гражданам или отдельным группам граждан по эпидемическим показаниям;
- введении (отмене) ограничительных мероприятий (карантина) в организациях и на объектах;

## Список Главных санитарных врачей России
| № | Портрет | Имя                           | Вступил в должность | Покинул должность | Партия | Партия                                           | Примечания                                                                |
| - | ------- | ----------------------------- | ------------------- | ----------------- | ------ | ------------------------------------------------ | ------------------------------------------------------------------------- |
| 1 |         | Евгений Николаевич Беляев     | 1990                | 25 октября 1996   |        | КПСС Экологическая партия России «КЕДР»          | C 1990 по май 1992 года — Главный государственный санитарный врач РСФСР   |
| 2 |         | Геннадий Григорьевич Онищенко | 25 октября 1996     | 23 октября 2013   |        | Экологическая партия России «КЕДР» Единая Россия |                                                                           |
| 3 |         | Анна Юрьевна Попова           | 23 октября 2013     | в должности       |        | Независимая                                      | С 23 октября 2013 года по 14 апреля 2014 года как исполняющая обязанности |